# Zhang Yuting
Zhang Yuting (en chinois : 张玉亭), née le 4 septembre 1999 à Harbin, est une patineuse de vitesse sur piste courte chinoise.

## Biographie
Elle commence le short-track en 2008 à Harbin.
Elle est entraînée par Zhang Hui et considère Wang Meng comme la personne ayant eu le plus d’influence sur sa carrière.
Au cours de la saison de Coupe du monde de patinage de vitesse sur piste courte 2019-2020, elle remporte deux fois l’or en relais féminin et deux fois au relais mixte. L’équipe de relais féminin se compose d’elle et de Fan Kexin, Zang Yize, Han Yutong, Zhang Chutong et Qu Chunyu. Son meilleur classement individuel est une quatrième place au 1500 mètres.
Lors de la saison 2021-2022, elle remporte le relais mixte à la première manche de la coupe du monde avec Wu Dajing, Ren Ziwei et Fan Kexin. L’équipe féminine remporte le relais ; elle y patine avec Fan Kexin, Qu Chunyu et Guo Yihan. Elle fait ensuite partie du relais mixte médaillé d'or aux Jeux olympiques d'hiver de 2022 à Pékin.